# Black Diamond (Florida)
Black Diamond è un census-designated place (CDP) degli Stati Uniti d'America, nella contea di Citrus.